# Kooduthurai
Kooduthurai (aussi Mukkoodal) est un lieu saint situé à Bhavani, près d'Erode, dans l'État de Tamil Nadu, en Inde.
L'endroit est situé au confluent de trois rivières (triveni sangam), la Kaveri, la Bhavani et la mystique Amudha. 
Sur les berges se dresse le temple Thirunana Sangameswarar.